# Елена Понятовска
Княгиня Елена Елизабета Луиза Амелия Паула Долорес Понятовска Амор (Hélène Elizabeth Louise Amélie Paula Dolores Poniatowska Amor), професионално известна като Елена Понятовска (Elena Poniatowska), e мексиканска писателка от френско-полски благороднически произход.

## Биография
Родена е в Париж, Франция на 19 май 1932 г. Непряка потомка е на последния полски крал Понятовски по бащина линия и на френски кралски род по майчина линия.
С родителското си семейство емигрира от Франция, когато е 10-годишна, и се установяват да живеят в гр. Мексико през 1942 г. Тя учи в САЩ (1943 – 1953). Връща се в Мексико, където завършва университет и се жени за Гилермо Аро, имат 2 синове и дъщеря.
Още през 1954 г. започва да се занимава с политическа дейност и да работи като журналист, първо за вестник „Екселсиор“, после за „Новедадес“. Получава мексиканско гражданство през 1968 г. Става първата жена, удостоена с националната награда за журналистика през 1979 г. През 2013 г. получава литературната награда „Сервантес“, най-високото отличие в испаноезичния свят.
Най-характерна черта на нейното експериментално по характер творчество е смесването на реални и въображаеми събития. Най-прочутите ѝ книги са Lilus Kikus (1954), Hasta no verte Jesús mío (1969), La noche de Tlatelolco (1971), Tinisima (1992) и Leonora (2014).
Съоснователка е на Националния филмов архив (1974), феминисткото списание „Фем“ (Fem, 1976 – 2005) – първото по рода си в Латинска Америка, вестник „Ла Хорнада“ (La Jornada – „Работният ден“; 1984) – днес водещ ежедневник, издателство „Сигло ХХІ“ (Siglo XXI – „XXI век“).
През 2019 г. обвинява посмъртно мексиканския писател класик Хуан Хосе Ареола (Juan José Arreola, 1918 – 2001) в изнасилване, извършено през 1954 г.

## Литературни награди
- 1971 г.: Награда „Масатлан“ за литература (за романа Hasta no verte Jesús mío)
- 1979 г.: Национална награда за журналистика
- 1992 г.: Награда „Масатлан“ за литература (за романа Tinísima)
- 2001 г.: Национална награда за литература „Хосе Фуентес Марес“
- 2001 г.: Награда за роман „Алфагуара“ (за романа La piel del cielo)
- 2002 г.: Национална награда за науки и изкуства
- 2004 г.: Награда „Мария Морс Кабот“ (Колумбия)
- 2007 г.: Награда за роман „Ромуло Галегос“ (Венецуела) (за романа El Tren pasa primero)
- 2007 г.: Награда „Ибероамерикано“
- 2008 г.: Награда „Страчит де Мартин“
- 2009 г.: Награда „Фрай Доминико Вейнциерл“
- 2009 г.: Награда „Агустин Делгадо“
- 2010 г.: Награда „Еухенио Гало Еспехо Кавелос“
- 2012 г.: Награда „Алберто Спенсер Швиебер Росалито“
- 2012 г.: Награда „Фрида Димитра Кало Витевен-Вилагомес“ (Боливия)
- 2013 г.: Награда „Сервантес“, най-високото отличие в испаноезичната литература

## Произведения

### Романи
- Hasta no verte, Jesús mío, Mexico City: Era, 1969
- Querido Diego, te abraza Quiela, Mexico City: Era, 1978
- La Flor de Lís, Mexico City: Era, 1988
- Tinísima, Mexico City: Era, 1992
- Paseo de la Reforma, Barcelona: Plaza & Janés, 1996
- La piel del cielo, Madrid: Alfaguara, 2001

### Разкази и повести
- Lilus Kikus, Mexico City: Los Presentes, 1954
- Los cuentos de Lilus Kikus, Xalapa, Mexico: Universidad Veracruzana, 1967
- De noche vienes, Mexico City: Grijalbo, 1979